# ضربه فنی (فیلم ۱۹۱۴)
ضربه فنی (به انگلیسی: The Knockout) فیلمی کوتاه و صامت، به کارگردانی چارلز آوری با بازی راسکو آرباکل و چارلی چاپلین و تولید سال ۱۹۱۴ می‌باشد.

## داستان
مردی چاق با مردی دیگر بر سر دختری درگیر است. بعداً به آن مرد چاق پیشنهاد می‌شود تا در مسابقه بوکس شرکت کند. مرد چاق در مسابقه شرکت می‌کند اما در اواسط مسابقه تفنگ به دست می‌گیرد و به همه شلیک می‌کند. پلیس‌ها می‌آیند اما به خاطر زور زیاد مرد چاق نمی‌توانند او را دستگیر کنند؛ و مرد چاق در نهایت خود و پلیس‌ها را در آب می‌اندازد.

## بازیگران
- راسکو آرباکل - مرد چاق
- مینتا دارفی - دوست دختر مرد چاق
- ادگار کندی
- چارلی چاپلین - داور
- فرانک آپرمن - مروج مبارزه
- ال سنت جان - رقیب مرد چاق
- هنک من
- مک سوین - قمار باز